# Grzegorz Błaszczyk
Grzegorz Błaszczyk (ur. 19 września 1953 w Poznaniu) – polski historyk, nauczyciel akademicki, profesor nauk humanistycznych oraz badacz dziejów Wielkiego Księstwa Litewskiego i historii Litwy.

## Życiorys
W 1977 został absolwentem historii na Uniwersytecie im. Adama Mickiewicza w Poznaniu (promotor: doc. Karol Olejnik)
W latach 1979–2009 był pracownikiem naukowo-dydaktycznym Instytutu Historii UAM (Zakład Historii Europy Wschodniej) w Poznaniu (przechodząc wszystkie szczeble kariery naukowej od asystenta do profesora zwyczajnego). Od 1 września 2009 jest profesorem zwyczajnym na UAM, w tym samym dniu przeniósł się wraz ze swoim zakładem z Instytutu Historii do Instytutu Wschodniego UAM.
- 1983 – doktorat na podstawie rozprawy Zaludnienie, struktura społeczna i podziały administracyjne na Żmudzi w XII i XIII wieku na Uniwersytecie im. Adama Mickiewicza w Poznaniu (promotor – prof. Jerzy Ochmański)
- 1992 – habilitacja na podstawie rozprawy Diecezja żmudzka od XIV do początku XVII wieku. Ustrój i uposażenie na Uniwersytecie im. Adama Mickiewicza w Poznaniu
- 1996 – profesor nadzwyczajny UAM
- 1999 – uzyskał tytuł profesora
- 2009 – profesor zwyczajny UAM

## Odznaczenia
- 2009 – Srebrny Krzyż Zasługi[potrzebny przypis]

## Publikacje książkowe
- Żmudź w XVII i XVIII wieku: zaludnienie i struktura społeczna (Poznań 1985).
- Diecezja żmudzka od XV do początku XVII w.: uposażenie (Poznań 1992).
- Litwa współczesna (Warszawa 1992).
- Diecezja Żmudzka od XV do początku XVII wieku: ustrój (Poznań 1993).
- Litwa i jej sąsiedzi od XII do XX wieku: studia ofiarowane prof. dr. hab. Jerzemu Ochmańskiemu w sześćdziesiątą rocznicę urodzin. Red. Grzegorz Błaszczyk i Artur Kijas (Poznań 1994).
- Burza koronacyjna: dramatyczny fragment stosunków polsko-litewskich w XV wieku (Poznań 1998).
- Dzieje stosunków polsko-litewskich od czasów najdawniejszych do współczesności, T. I, Trudne początki (Poznań 1998).
- History, culture and language of Lithuania: proceedings of the international Lithuanian conference (Poznań 2000).
- Litwa na przełomie średniowiecza i nowożytności 1492-1569 (Poznań 2002).
- Chrzest Litwy (Poznań 2006).
- Geografia historyczna Wielkiego Księstwa Litewskiego: stan i perspektywy badań (Poznań 2007).
- Dzieje stosunków polsko-litewskich. T. 2, Od Krewa do Lublina. Cz. 1 (Poznań 2007).
- Herbarz szlachty żmudzkiej Tom I-VI, (Warszawa 2015-2016).